# 松井松次郎
松井 松次郎（まつい まつじろう、1878年4月11日 - 1966年3月9日）は、日本の剣道家。流派は津田一伝流。大日本武徳会剣道範士9段。

## 経歴
福岡市南区高宮に生まれる。浅野一摩の春風館で剣道を学び、津田一伝流の免許皆伝。
京都の大日本武徳会本部講習所で修行及び指導したのち、福岡県立中学修猷館（現・福岡県立修猷館高等学校）、熊本県立中学済々黌（現・熊本県立済々黌高等学校）、福岡県筑紫中学校（現・福岡県立筑紫丘高等学校）、福岡県立福岡農学校（現・福岡県立福岡農業高等学校）、福岡高等商業学校（現・福岡大学）など多くの学校で指導し、武徳会福岡支部剣道主事、福岡県警察名誉師範などを歴任する。武徳会時代には京都の武徳祭大演武会に毎年出場あるいは審判を務めた。その後朝鮮に渡り、京城に長く在住し、戦後引き揚げて、市内の道場雄武館で師範を務めた。
体躯堂々、円満にして温厚篤実、気品と格調の高い剣風で、柔らかい技の中に気迫は相手を圧倒した。顕彰碑が福岡右武館道場にある。